# Бельгійська революція
Бельгійська революція (фр. Révolution belge, нід. Belgische Revolutie/opstand/omwenteling) — конфлікт 1830 року, який призвів до відокремлення південних провінцій від Нідерландського королівства і утворення незалежного Королівства Бельгія.

## Передреволюційна ситуація
Бельгійський народ активно боровся за національну незалежність. 1816 року в Генті та у 1819 році у Верв'є сталися великі виступи робітників. 1823 року відбулися заворушення бельгійських селян, викликані запровадженням нідерландською владою податку за забій худоби і помел зерна. Підйом національно-визвольного руху і виникнення в країні революційного становища змусили у 1828 році бельгійську ліберальну та католицьку партії укласти тимчасовий союз і повести з позицій реформізму боротьбу за зрівняння в правах бельгійців та нідерландців. Лідерами цього напряму стали радикали Луї де Поттер і Шарль Роже. Ліберально-католицька коаліція добивалася адміністративного, законодавчого та фінансового відокремлення Бельгії від Нідерландів зі збереженням Орансько-Нассауського дому як загальної правлячої династії. Однак у міру того як рух охоплював пролетарські та напівпролетарські елементи, особливо промислових валлонських провінцій Льєжа і Шарлеруа, гасло повного відокремлення від Нідерландів та утворення незалежної Бельгії ставало головним гаслом руху.
На початку 1830 року у зв'язку з промисловою кризою і відмовою нідерландської влади піти на поступки національному руху в Бельгії почастішали народні заворушення. Липнева революція 1830 року у Франції дала поштовх до початку вересневої революції в Бельгії.

## Перебіг подій
25 серпня 1830 року в Королівському оперному театрі в Брюсселі показували оперу «Німа із Портічі». Вистава була присвячена до дня народження короля Віллема I, однак її зміст виявився не дуже вдалим. Історія неаполітанського рибалки Мазаньєлло, який розпочав народне повстання проти іспанського панування, надихнула бельгійців на активні дії. Бунтарі захопили Палац правосуддя, напали на будинки чиновників, пограбували крамниці і спалили державну друкарню. На початку вересня схожі заворушення охопили Верв'є, Лувен, Антверпен та інші міста на півдні королівства.
Віллем I не поспішав задовольняти вимоги повстанців, які наполягали на проведенні державних реформ. На переговори до Брюсселя вирушив син монарха — майбутній король Віллем II, а його брат, принц Фрідріх, вирушив до бунтівних провінцій з військами. Заворушення посилилися після того, як 23 вересня до міста було введено 12-тисячну армію.
Це викликало ще більше невдоволення населення, до якого почали приєднуватися добровольці з інших міст і загони з-за кордону. 26 вересня повстанці здобули вирішальну перемогу над урядовими військами, які в ніч на 27 вересня були змушені відступити. Внаслідок боїв за Брюссель загинули 520 бельгійців та 600 нідерландців.
Для короля справа ускладнювалась ще й тим, що дві третини солдатів його армії самі були вихідцями з південних провінцій. Вони швидко заразилися духом революції, що призвело до втрати боєздатності військ. У підсумку армія швидко розпалася і до кінця жовтня практично вся територія Бельгії була захоплена повстанцями.
Ще під час вересневих боїв у Брюсселі було створено революційний комітет з поважних мешканців міста. Цей орган влади, який складався з дев'яти осіб, фактично виконував роль тимчасового уряду Бельгії. 4 жовтня 1830 року комітет проголосив незалежність бельгійських провінцій від Об'єднаного королівства Нідерландів, а через два дні призначив комісію зі створення конституції, членів суду та органів управління.
3 листопада відбулися вибори до Національного конгресу, перше засідання якого у складі 200 чоловік відбулося 10 листопада. На порядку денному стояли два принципово важливих питання: про майбутній устрій нової бельгійської держави і доля поваленої під час революції в південних провінціях династії Оранських-Нассау. Після тривалих дебатів з приводу встановлення в Бельгії монархічного правління або республіки, перемогли прихильники монархії: 18 листопада 1830 року більшість членів Національного конгресу 174 голосами проти 13-ти висловилися за встановлення в країні режиму конституційної спадкової монархії. Прихильники республіки, лідером яких був Луї де Поттер, опинилися у меншості. По відношенню до династії Оранських-Нассау основна маса населення була налаштована вкрай негативно, хоча серед багатих комерсантів і промисловців Гента, Льєжа і Антверпена було чимало її прибічників. Більшістю голосів Національний конгрес виступив проти кандидатури принца Оранського на бельгійський престол, і 25 листопада Конгресом було прийнято спеціальну постанову, згідно з якою представники дому Оранських-Нассау були назавжди виключені з числа претендентів на бельгійський престол.

## Лондонська конференція та її наслідки
Прагнучи запобігти остаточному відокремленню південних провінцій, Віллем I звернувся по військову допомогу до великих держав — Великої Британії, Росії, Австрії та Пруссії. Позиція Франції, яка остерігалася відновлення Нідерландського королівства, змусила Пруссію відмовитися від військового втручання. Росія та Австрія також не стали наполягати на введенні військ до Бельгії через Польське повстання та заворушення в Італії. Велика Британія дотримувалася політики невтручання в бельгійські справи, прагнучи не допустити приєднання Бельгії до Франції. Обговорення бельгійського питання було вирішено передати на розгляд міжнародної Лондонської конференції, яка відкрилася 20 грудня 1830 року.
За ініціативою Великої Британії п'ять великих держав особливим протоколом визнали суверенітет Бельгії і примусили нідерландський уряд піти на тимчасове припинення військових операцій проти Бельгії. 20 січня 1831 року був проголошений «вічний» нейтралітет Бельгії. 7 лютого того ж року була опублікована прийнята Національним конгресом Конституція.
Визнавши незалежність Бельгії від Нідерландського королівства, Лондонська конференція встановила кордони обох держав. За Нідерландами були визнані кордони 1790 року, тоді як Бельгія відмовлялася від права на Східну Фландрію, частину Лімбургу, Маастрихт та Люксембург (останній перебував у складі Німецького союзу). На додачу вона отримала Льєж, 10 французьких кантонів та герцогство Бульонське, яке було приєднано до Бельгії як до частини Нідерландського королівства при утворенні держави Віллема I.
3 лютого 1831 року Конгрес розпочав вибори нового короля. Основними кандидатами були Луї, герцог Немурський (другий син французького короля Луї-Філіпа) і Август-Шарль, герцог Лейхтенберзький (син Ежена Богарне). При голосуванні в Національному конгресі 97 голосами проти 95 перемогла кандидатура герцога Немурського. Однак уже 7 лютого проти обох кандидатур виступила Лондонська конференція п'яти великих держав (Велика Британія, Франція, Росія, Пруссія, Австрія). Велика Британія виступила проти кандидатури герцога Немурського, оскільки побачила в його обранні спробу посилити вплив Франції в Бельгії, щоб згодом приєднати її до своїх володінь. Кандидатура герцога Лейхтенберзького не влаштовувала Францію, оскільки Луї-Філіп не бажав створювати поблизу французького кордону осередок бонапартизму. Французький міністр закордонних справ Себастіані повідомив бельгійських представників, що уряд Франції «бачить в обранні герцога Лейхтенберзького комбінацію, здатну порушити спокій Франції, і найкатегоричнішим чином заявляє, що вона не визнає цього вибору». Це призвело до призначення 23 лютого 1831 року президента Національного конгресу барона Сюрле де Шокьє тимчасовим регентом Бельгії.
Наприкінці квітня 1831 року бельгійці назвали ім'я родича британської королеви принца Леопольда Саксен-Кобурзького із Готи. Аби задовольнити його кандидатуру, Лондонська конференція розробила 26 червня договір з 18 статей, згідно з яким Бельгія та Нідерланди могли здійснити бажаний обмін територіями, за винятком Люксембургу. Після затвердження 18 статей Національним конгресом Леопольд Саксен-Кобурзький виїхав із Лондона і 21 липня 1831 року в Брюсселі, за радісного галасу народу, був урочисто проголошений королем Бельгії Леопольдом I.
Однак Віллем I відмовився визнати рішення Лондонської конференції. 2 серпня 1831 року нідерландська армія знову перетнула бельгійський кордон.

## Виноски
1. ↑   Memoires du prince de Talleyrand. P., 1891. Vol.4. P. 28